# NGC 1419
NGC 1419 ist eine elliptische Zwerggalaxie vom Hubble-Typ E0 im Sternbild Eridanus am Südsternhimmel. Sie ist schätzungsweise 65 Millionen Lichtjahre von der Milchstraße entfernt und hat einen Durchmesser von etwa 15.000 Lichtjahren. Unter der Katalognummer FCC 249 wird sie als Mitglied des Fornax-Galaxienhaufens gelistet.
Das Objekt wurde am 22. Oktober 1835 von John Herschel entdeckt.